# بلاك جاك (مانغا)
بلاك جاك (ブラック・ジャック Burakku Jakku) هي مانغا يابانية مكتوبة ومصورة من قبل أوسامو تيزوكا في 1970، تروي مغامرات لشخصية طيبة بعنوان بلاك جاك.

## القصة
يعتبر الطب الحل الأقرب للكثير من الأمراض المعروفه وغيرها حيث تُعد شهرة الطبيب بشهادته العلميه هي ملجأ كل مريض. بطل قصتنا يُدعى بلاك جاك واسمه الحقيقي (هازاما كورو) طبيب بالخبرة ولايعد طبيباً رسمياً وذو ماضٍ غامض ومؤلم، يعمل مع مساعدته الصغيرة الغريبة (بينكو) التي تقوم بمساعدته وترتيب المواعيد له. وهي -رغم شكلها الذي يوحي بأنها لا تتجاوز السبع سنوات- إلا أنها تكن مشاعر الحب والاحترام والغيرة للطبيب بلاك جاك لأنه سبب إنقاذ حياتها، اشتهر جاك بعلاج الحالات الغريبة والنادرة وأمراض غير معروفة على الإطلاق، وهو يمتلك مهارات فذة تؤهله للقيام بالجراحات المعقدة والخطيرة، وبالرغم من أنه لايملك شهادة طبية إلا إنه يُعد عبقرياً لأن همه الوحيد إنقاذ الناس دون النظر إلى المال.

### مسلسل
أربعة حلقات تلفزيونية ترويجية خاصة بعنوان «بلاك جاك» خاص: 4 بثت في عام 2003، الأميرة ياقوت ظهرت في الحلقة 3 من هذه السلسلة.

### أوفا
حلقتين أوفا قدمت سلسلة: بلاك جاك (أوفا) وتتمته بلاك جاك النهائي (أوفا).

### أونا
بث أونا من سلسلة يسمى بلاك جاك (أونا).

### الأفلام
في عام 1996 عن فيلم من سلسلة وقدم يسمى بلاك جاك الفيلم. واحد آخر في نفس العام هو بلاك جاك: نقل العاصمة إلى هيان.

## العمل الحيّ
- أول حية للعمل على التكيف من بلاك جاك القصة كانت عام 1977 فيلم هيتومي لا ناكا لا هومونشا (瞳の中の訪問者 – «الزائر في العين» ويعرف أيضا باسم «العين الزائر») للمخرج Hausu مدير نوبوهيكو Ôbayashi وبطولة Jō Shishido مثل لعبة ورق. على الرغم من أن كل الفيلم حية للعمل، وفتح عناوين الرسوم المتحركة في تيزوكا هو نمط التوقيع.
- في عام 1981 بدأ سلسلة الدراما التلفزيونية كاياما يوزو لا ورق ، والتي كما يوحي العنوان، النجوم الممثل يوزو كاياما مثل لعبة ورق. في هذا الإصدار، لعبة ورق أصل القصة تغيرت وأنه يتم إعطاء الهوية السرية كما ميرو بان تفعل، وهو رجل أعمال وصاحب معرض فني. سلسلة بثت على التلفزيون Ashia من 8 يناير إلى 9 أبريل عام 1981، استمرت 13 حلقة.[1]
- في عام 1996 ثلاثة بلاك جاك المباشرة-فيديو الأفلام التي تم إصدارها من قبل الفرقة البصرية، بطولة دايسوكي ريو بلاك جاك وهونامي تاجيما كما بينوكو.[2]
- في الفترة 2000-2001، سلسلة من ثلاثة من الأفلام التلفزيونية بثت على TBS (طوكيو نظام البث) القناة. كانوا إخراج يوكيهيكو تسوتسومي وتألق ماساهيرو موتوكي مثل لعبة ورق.[3]
- الشباب العوامة (ヤング ブラック・ジャック) هو التجديد بلاك جاك أصل قصة، بطولة ماساكي اوكادا الشباب كورا هازاما قبل أن أصبح يعرف باسم «بلاك جاك». بدأ بث في 23 نيسان / أبريل 2011.[4]
- الفيلم الصيني إنتاج شركة بكين إنلايت الإعلام هو تطوير عمل العيش الإنترنت سلسلة فيلم التكيف من بلاك جاك مع 13 الأفلام المقرر أيضا عرض الفيلم.[5]

## روابط خارجية
- بلاك جاك على موقع ANN manga (الإنجليزية)